# Río Stry
El río Stry (en ucraniano: Стрий) es un río de Ucrania, un afluente del río Dniéster que nace en los montes Cárpatos y desemboca cerca de Jódoriv. Tiene una longitud de 231 km y una cuenca hidrográfica de 3.055 km². 

## Geografía
El río nace en una zona de captación por encima y en las colinas de las montañas Beskidy orientales de los montes Cárpatos cerca del pueblo de Mojnate, fluye hacia el este enfrentándose al flanco de la sierra. Desde aquí empieza a crecer, uniéndosele muchos afluentes en su camino hacia el norte, antes de pasar por una serie de giros a través de gargantas. Sale de las colinas alcanzando una zona plana alrededor de Turka, donde hubo un intento de controlar la generación de energía hidroeléctrica y las inundaciones.
Los meandros del río a través de las colinas a Podgorodtsy donde se encuentra con otro principal tributario el Opir en Nizhneye Sinevidnoye. Desde aquí comienza a enderezarse, 3,5 km al sureste de la ciudad, a comienzos del valle de Stryi donde fluye en una línea casi recta pasando por Duliby y Stryi y hacia Zidakov. Aquí el río alcanza una llanura y hace meandros destacados encontrándose con el Dniéster en el lado oriental de la ciudad formando muchos brazos muertos.

## Geología
Las rocas en la zona, conocida como la depresión del Stryi, están colocadas en tres capas principales. El río sigue una falla natural y tiene alrededor de 60 pies de ancho, pero tiene poca profundidad, con una media de sólo 10 pies en verano hasta que sus tramos más bajos alcanza profundidades de 20 pies o más.
Las tres capas de tipo de rocas dan al Stryi su forma única, en los tramos superiores fluye a través de varias áreas de rocas densas duras y en medio de estas más suaves esquistos y depósitos aluviales. Como consecuencia, el lecho del río es mayormente de tamaño medio rocas redondeadas y guijarros con islas de arena y gravas redondeadas en medio de la corriente en el curso medio y bajo.

## Comportamiento
El río es un destino popular para los canoístas pues tiene muchos rápidos en el tramo superior, así como zonas bellas a lo largo del curso inferior. El río destaca por su rápido y repentino incrementos tanto en el caudal como en la velocidad durante la época de lluvias, lo que a menudo hace que los puentes e incluso el propio río no se puedan cruzar. Esto da como resultado carreteras inundadas y líneas férreas que, en estas zonas montañosas, tienden a estar cerca del río.
Esto tiene su efecto en el transporte, causando incluso la detención de las fuerzas rusas durante la Primera Guerra Mundial el 8 de julio de 1917 cuando intentaban expulsar al ejército austrohúngaro fuera de la región.
Ha habido intentos de usar el río para la producción de energía hidroeléctrica, pero en la actualidad no hay planes de reintroducir su uso.

## Datos de interés
El nombre deriva de la palabra escita "Str", que significa rápido.
Donde el Opir y el Stry se unen hay la leyenda de que el Robin Hood ucraniano, Oleksa Dovbush fue herido, y su sangre manchó la orilla del río, lo que hizo que las rocas se volvieran rojas como se ven en la actualidad.